# Cloisonismo

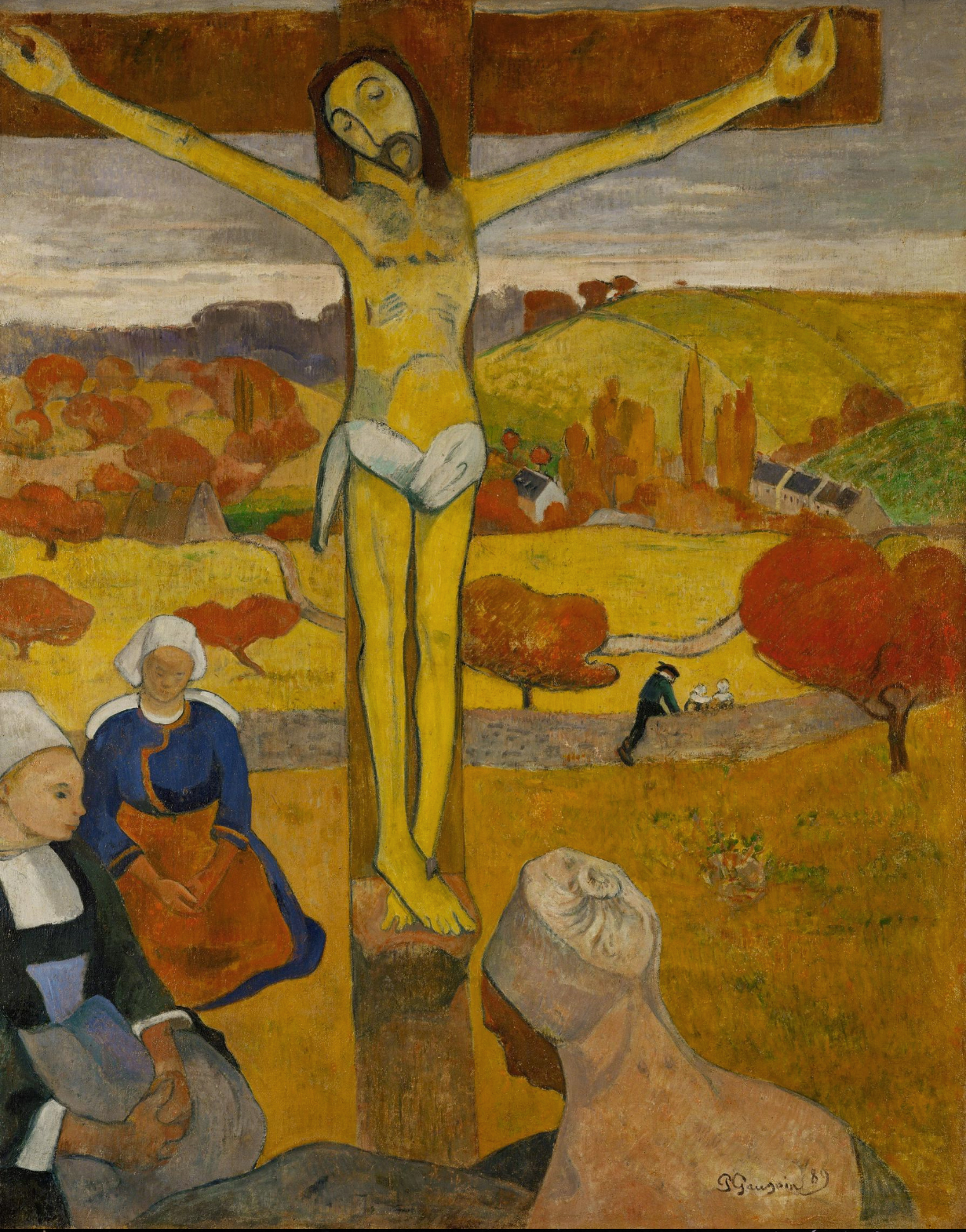
El Cristo amarillo (Le Christ jaune) de Gauguin, 1889, óleo sobre lienzo.
Albright-Knox Art Gallery, Buffalo, New York.

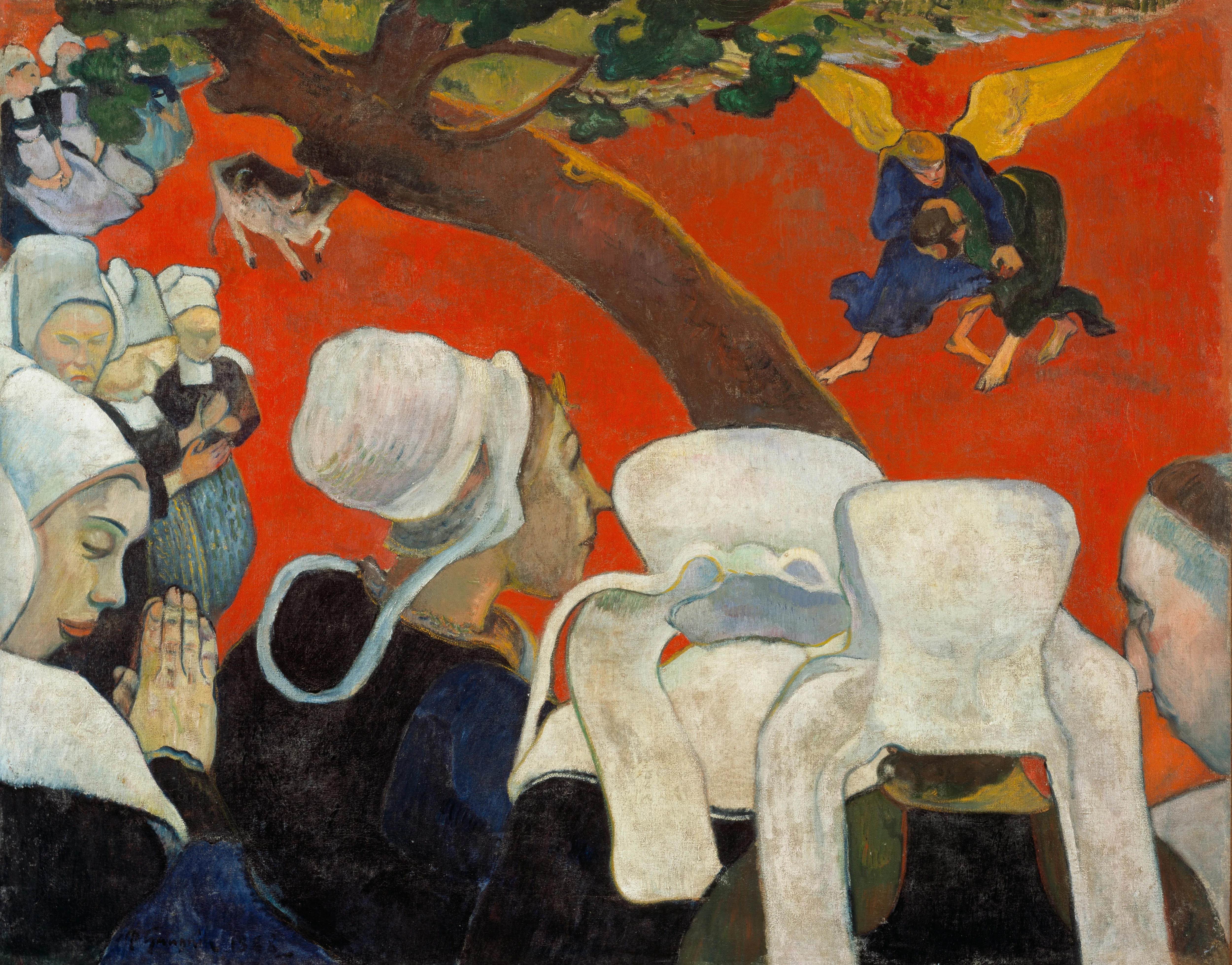
La visión después del sermón: Jacob luchando con el ángel de Gauguin, 1888, National Gallery of Scotland.

El cloisonismo (del francés cloissoné) es una técnica desarrollada en la segunda mitad del siglo XIX por Émile Bernard, uno de los primeros integrantes de la Escuela de Pont Aven y por Gauguin. Su influencia procedía principalmente del japonismo y de Louis Anquetin. Es un estilo de pintura postimpresionista donde se utilizan colores planos, en contornos oscuros silueteados perfectamente delimitados. Se caracteriza por su efecto decorativo, su calidad formal y sus pinturas no tienen profundidad ni sombras. Necesita algún efecto decorativo.
Su nombre viene dado por su similitud con el esmalte cloisonné, donde los alambres o láminas están soldados al cuerpo de la pieza formando alvéolos o compartimentos (cloisons), depositando allí la masa vitrificable (polvo de vidrio) y posteriormente calentándolo.
El término fue acuñado por el crítico Edouard Dujardin con ocasión del Salón de los Independientes, en marzo de 1888. Los artistas Émile Bernard, Louis Anquetin, Paul Gauguin, Paul Sérusier y otros, comenzaron a pintar en este estilo a finales de la década de 1880. Muchos de los pintores también describen sus obras como sintéticas (de sintetismo), un movimiento muy relacionado. Otros artistas como Maurice Denis, Vincent Van Gogh o Henri de Toulouse-Lautrec se aproximaron al cloisonismo, cada uno a su manera.
En El Cristo amarillo (1889), citada a menudo como la obra cloisonista por excelencia, Gauguin redujo la imagen a zonas de un solo color, separadas por grandes contornos negros. En la obra,  presta poca atención a la perspectiva clásica y elimina sutiles gradaciones de color (dos de las principales características de la pintura postrenacentista. 
La separación cloisonista de los colores refleja una apreciación de la discontinuidad que caracteriza al modernismo.
Al día de hoy, la técnica del cloisonismo está asociada inseparablemente a los cómics y dibujos animados. Artistas contemporáneos como Valerio Adami y Pierre Alechinsky utilizan esta técnica de pintura.